# Jurgen Themen
Jurgen Themen (ur. 26 października 1985 w Paramaribo) – surinamski lekkoatleta, sprinter, którego specjalizacją jest bieg na 100 m. Jego rekord życiowy na tym dystansie wynosi 10,61 s. Uczestniczył w mistrzostwach świata (2007, 2009 i 2011) oraz igrzyskach olimpijskich (2008, 2012 i 2016). Podczas żadnej z tych imprez nie awansował do drugiej rundy konkursu.

## Rekordy życiowe
| Dystans | Wynik | Miejsce   | Data           | Uwagi           |
| ------- | ----- | --------- | -------------- | --------------- |
| 60 m    | 6,65  | Chadron   | 27 lutego 2016 | rekord Surinamu |
| 100 m   | 10,20 | Spearfish | 8 maja 2016    | rekord Surinamu |
| 200 m   | 21,10 | Pueblo    | 3 maja 2015    |                 |